# قشطوخ
قشطوخ إحدى قرى مركز تلا التابع لمحافظة المنوفية بجمهورية مصر العربية.

## التاريخ
قرية قشطوخ من القرى القديمة، حيث وردت باسم «قوج طوخ» في أعمال الغربية ضمن قرى الروك الناصري التي أحصاها ابن الجيعان في كتاب «التحفة السنية بأسماء البلاد المصرية». وفي العصر العثماني وردت باسم «قجطوخ» في التربيع العثماني الذي أجراه الوالي العثماني سليمان باشا الخادم في عصر السلطان العثماني سليمان القانوني ضمن قرى ولاية الغربية، وفي تاريخ 1228هـ/1813م الذي عدّ قرى مصر بعد المسح الذي قام به محمد علي باشا باسم «قشطوخ» ضمن قرى مديرية المنوفية.

## السكان
بلغ عدد سكان قشطوخ 8,532 نسمة، منهم 4،407 رجل و4،125 إمرأة، حسب الإحصاء الرسمي لعام 2006.